# Dúbravy
Dúbravy jsou obec na Slovensku v okrese Detva. V obci žije 955 obyvatel. První písemná zmínka pochází z roku 1626.